# Pravi somi
Pravi somi (znanstveno ime Siluridae) so družina sladkovodnih rib, ki poseljujejo vodotoke Evrope in Azije.

## Opis
Pravi somi so najobsežnejša družina somov, v kateri je dvanajst rodov. V Evropi živi samo rod Silurus, v katerem sta dve vrsti: som (Silurus glanis) ter Silurus aristotelis, ki je razširjen samo v južni Grčiji. Som spada med največje sladkovodne ribe, saj lahko zraste do 5 metrov v dolžino in lahko tehta tudi do 300 kg.
Pravi somi so zelo značilna družina, ki jo je lahko prepoznati po dobro vidnih in običajno dolgih brkih, ki jih imajo okoli ust. Pri nekaterih vrstah so brki samo na spodnji čeljusti, pri nekaterih pa tudi ob zgornjih ustnicah.
Imajo dolga, valjasta telesa, ki niso nikoli pokrita z luskami. Hrbtne plavuti so običajno kratke in nimajo trdih plavutnic. Predrepne plavuti so dolge in segajo od sredine trebuha vse do repne plavuti, kjer se pri nekaterih vrstah celo združijo. Usta pravih somov so polna drobnih zob, ki se lahko pri nekaterih vrstah nadaljujeo tudi po nebnici.
Pravi somi so veliki plenilci, ki se prehranjujejo z drugimi ribami, pa tudi z mrhovino in vodnimi pticami. V preteklosti so ljudje celo verjeli, da lahko odrasel som požre celo otroka, za kar pa ni nobenih znanstvenih dokazov.
Somi se zadržujejo v počasi tekočih ali stoječih vodotokih, kjer v globokih in temnih tolmunih prežijo na svoj plen.
Kulinarično so vse vrste pravih somov izjemno okusne, a zelo mastne ribe. Ponekod so tudi pomembne gospodarske ribe.
Številne vrste pravih somov pa so zaradi svojih zanimivih barv in nezahtevnosti za vzgajanje priljubljene akvarijske ribe.